# Mark Meadows (politiker)
Mark Randall Meadows, född 28 juli 1959 i Verdun i Frankrike, är en amerikansk republikansk politiker. Han är ledamot av USA:s representanthus sedan 2013. Mellan 31 mars 2020 och 20 januari 2021 var han Vita husets stabschef under president Donald Trump.
Meadows studerade vid Florida State University och University of South Florida. Han har varit verksam som företagare. I kongressvalet 2012 besegrade han demokraten Hayden Rogers.